# Mindenszentek vasárnapja fatemplom (Nagymuncsel)
A nagymuncseli Mindenszentek vasárnapja fatemplom műemlékké nyilvánított épület Romániában, Hunyad megyében. A romániai műemlékek jegyzékében a  HD-II-m-A-03367 sorszámon szerepel.